# 伊索拉-德尔皮亚诺
伊索拉-德尔皮亚诺（義大利語：Isola del Piano），是意大利佩薩羅和烏爾比諾省的一个市镇。总面积23.05平方公里，人口668人，人口密度29.0人/平方公里（2008年）。ISTAT代码为041021。